# Школа на Брентано
Школата на Брентано се свързва с философите и психолозите, които учат с Франц Брентано и са същностно повлияни от него. Всъщност никога не е имало школа в традиционния смисъл на думата, но Брентано се опитва да създаде някаква съгласуваност в школата. Обаче именно двама от най-известните му студенти (Алексий Мейнонг и Едмунд Хусерл), които отиват радикално отвъд неговите теории.
Сред учениците се виждат:
- Карл Щумпф (Вюрцбург, 1866 – 1870)
- Едмунд Хусерл (Виена, 1884 – 1886)
- Алексий Мейнонг (Виена, 1875 – 1878)
- Кристиан фон Еренфелс
- Казимир Твърдовски (Виена, 1885 – 1889)
- Антон Марти (Вюрцбург, 1866 – 1870)
- Алоис Хьофлер
- Бено Кери
- Томаш Масарук
- Зигмунд Фройд
- Рудолф Щайнер